# Rorate Coeli

Rorate Coeli est une œuvre de Thea Musgrave composée en 1973.

## Contexte
Rorate Coeli est une œuvre de 1973 composée sur deux textes du poète écossais William Dunbar et commandée par la National Federation of Music Societies du Royaume-Uni. Il a été créé par  le chœur Thomas Tallis à Greenwich.

## Analyse
La pièce est en un mouvement. Elle rappelle par moments la musique chorale de Francis Poulenc. Il y a une opposition entre les parties rythmiques et les « longues plages harmoniques » avec des jeux sur les échos. L'œuvre fait usage de la voix parlée voire chuchotée, qui fait penser aux œuvres théâtrales de Rhian Samuel. Il y a plusieurs références présentes dans cette opus, comme le Dies Irae. 

## Discographie
- Thea Musgrave: The Voices of Our Ancestors, Elizabeth Van Os (soprano), Aine Hakamatsuka (soprano), Suzanne Schwing (alto), Alex Guerrero (tenor), Paul Holmes (bass), New York Virtuoso Singers, Harold Rosenbaum (en) (direction), Lyrita, 2020, SRCD387